# Shaft (studio)
Shaft (japonsky 株式会社シャフト, Kabušiki gaiša Šafuto) je japonské animační studio, které v roce 1975 založil Hiroši Wakao, bývalý animátor studia Muši Production. Výkonný režisér Akijuki Šinbó ovlivnil, počínaje rokem 2004, značnou část produkce studia, a to svým vizuálním stylem a avantgardními tématy, které lze nalézt například v Pani Poni Dash!, Hidamari Sketch, Sajonara zecubó sensei, sérii Monogatari nebo Mahó šódžo Madoka Magika.

## Historie

### 1975–1984: Subdodavatelské práce
Studio Shaft založil 1. září 1975 jako júgen gaišu bývalý animátor společnosti Muši Production Hiroši Wakao. Zpočátku se studio z velké části zabývalo pomocnými pracemi pro větší animační studia, například ručním malováním na celuloidy a koordinací barev, jako u anime Júša Raideen (1975–76), a příležitostně i asistovalo při produkci, například u filmu Urusei jacura: Only You (1983) studia Pierrot. Velkou část raných malířských prací dělalo studio pro společnost Sunrise, přičemž mnoho takových děl režíroval Jošijuki Tomino, jehož mentorem byl podle producenta Seidžiho Suzukiho sám Wakao, jenž v té době pracoval v Muši Production.

### 1984–2004: Přechod k animované tvorbě
V roce 1984 dostal Shaft od studia Zuijó nabídku animovat televizní seriál Mori no tonto tači; jednalo se o první projekt společnosti, na kterém působila jako hlavní animační studio. Teprve v roce 1987, kdy byla vydána OVA epizoda Jume kara, samenai, však studio pracovalo na zcela vlastní produkci. Ve stejném roce studio vyrobilo první epizodu z OVA série Taiman Blues: Šimizu Naoto-hen.
Mezi lety 2000 a 2005 spolupracoval Shaft se studiem Gainax. Spolu vytvořily několik anime seriálů, jako je například Mahoromatic, Kono minikuku mo ucukušii sekai a Kore ga wataši no gošudžin-sama.

### 2004–dosud

Anglické logo používané mezi lety 2010 až ⁠2017

V roce 2004 se Hiroši Wakao rozhodl ze studia odejít a na pozici prezidenta jej vystřídal Micutoši Kubota. Později téhož roku najal Kubota Akijukiho Šinbóa, aby zrežíroval anime seriál Cukujomi: Moon Phase, protože na něj zapůsobila Šinbóova práce na anime SoulTaker a Cossette no šózó. Po seriálu Moon Phase začal Šinbó intezivněji spolupracovat se zaměstatnci Shaftu (jmenovitě se Šinem Ónumou a Tacujou Oišim) na dalších projektech. Pod vedením Šinbóa získaly práce studia specifický vizuální styl, který charakterizovala široká škála barev, detailní záběry a záběry z úhlů, abstraktní designy pozadí, rychlé střihy, změny v uměleckém stylu, začlenění skutečných fotografií a postavy s nakloněnou hlavou. Kubota přisoudil postupný vznik tohoto stylu strategii studiu, kdy se udržoval stálý tvůrčí tým, který pracoval s různými druhy projektů.
V roce 2010 získalo studio na 9. každoročním ocenění Otaku Japan Cenu Hisašiho Maedy.
Část zaměstnanců studia používá pseudonym Fujaši Tó (japonsky 東富耶子, Tó Fujaši), který se objevuje v titulcích jejich tvorby. Podobnými pseudonymy jsou například Hadžime Jatate (Sunrise) a Izumi Tódó (Tóei Animation).

## Tvorba

### Televizní seriály
| Rok  | Název                                                                 | Režie                                                                                 | Od                 | Do                | Díly | Poznámky                                                                                   | Zdroje        |
| ---- | --------------------------------------------------------------------- | ------------------------------------------------------------------------------------- | ------------------ | ----------------- | ---- | ------------------------------------------------------------------------------------------ | ------------- |
| 1995 | Džúni senši bakurecu Eto Rangers                                      | Kunitoši Okadžima                                                                     | 7. dubna 1995      | 26. ledna 1996    | 39   | Původní dílo.                                                                              | [ 15 ]        |
| 2000 | Dotto Koni-čan                                                        | Šin’iči Watanabe Kendži Jasuda                                                        | 26. listopadu 2000 | 29. května 2001   | 26   | Původní dílo.                                                                              | [ 16 ]        |
| 2001 | Mahoromatic                                                           | Hirojuki Jamaga                                                                       | 6. října 2001      | 29. října 2001    | 12   | Adaptace série mangy, jejímž autorem je Bundžúró Nakajama. V koprodukci se studiem Gainax. | [ 17 ]        |
| 2002 | G-On Riders                                                           | Šin'ičiró Kimura                                                                      | 2. července 2002   | 1. října 2002     | 13   | Původní dílo. V koprodukci se studiem TNK.                                                 | [ 19 ]        |
| 2002 | Mahoromatic: Motto ucukušii mono                                      | Hirojuki Jamaga                                                                       | 27. září 2002      | 17. ledna 2003    | 14   | Pokračování anime seriálu Mahoromatic. V koprodukci se studiem Gainax.                     | [ 20 ]        |
| 2003 | Popotan                                                               | Šin'ičiró Kimura                                                                      | 18. července 2003  | 3. října 2003     | 12   | Založeno na vizuálním románu od společnosti Petit Ferret.                                  | [ 21 ]        |
| 2004 | Kono minikuku mo ucukušii sekai                                       | Šódži Saeki                                                                           | 2. dubna 2004      | 18. června 2004   | 12   | Původní dílo. V koprodukci se studiem Gainax.                                              | [ 22 ]        |
| 2004 | Cukujomi: Moon Phase                                                  | Akijuki Šinbó (šéf)                                                                   | 5. října 2004      | 29. března 2005   | 25   | Adaptace série mangy, jejímž mangakou je Keitaró Arima.                                    | [ 23 ]        |
| 2005 | Kore ga wataši no gošudžin-sama                                       | Šódži Saeki                                                                           | 8. dubna 2005      | 1. července 2005  | 12   | Adaptace série mangy, jejímž autorem je Maccú. V koprodukci se studiem Gainax.             | [ 24 ]        |
| 2005 | Pani Poni Dash!                                                       | Akijuki Šinbó Šin Ónuma                                                               | 4. července 2005   | 26. prosince 2005 | 26   | Adaptace série mangy, jejímž mangakou je Hekiru Hikawa.                                    | [ 25 ]        |
| 2006 | Rec                                                                   | Rjútaró Nakamura                                                                      | 2. února 2006      | 31. března 2006   | 9    | Adaptace série mangy, jejímž mangakou je Q-Taró Hanamizawa.                                | [ 26 ]        |
| 2006 | Negima!?                                                              | Akijuki Šinbó Šin Ónuma (šéf)                                                         | 4. října 2006      | 28. března 2007   | 26   | Původní dílo. Spin-off mangy Mahó sensei Negima!, jejímž autorem je Ken Akamacu.           | [ 27 ]        |
| 2007 | Hidamari Sketch                                                       | Akijuki Šinbó Rjóki Kamicubo (šéf)                                                    | 12. ledna 2007     | 30. března 2007   | 12   | Adaptace série mangy, jejímž mangakou je Ume Aoki.                                         | [ 28 ]        |
| 2007 | Sajonara zecubó sensei                                                | Akijuki Šinbó                                                                         | 8. července 2007   | 23. září 2007     | 12   | Adaptace série mangy, jejímž mangakou je Kódži Kumeta.                                     | [ 29 ]        |
| 2007 | ef: a tale of memories.                                               | Šin Ónuma                                                                             | 7. října 2007      | 23. prosince 2007 | 12   | Založeno na vizuálním románu od společnosti Minori.                                        | [ 30 ]        |
| 2008 | Zoku sajonara zecubó sensei                                           | Akijuki Šinbó Jukihiro Mijamoto (šéf)                                                 | 6. ledna 2008      | 30. března 2008   | 13   | Pokračování anime seriálu Sajonara zecubó sensei.                                          | [ 31 ]        |
| 2008 | Hidamari Sketch × 365                                                 | Akijuki Šinbó                                                                         | 4. července 2008   | 26. září 2008     | 13   | Pokračování anime seriálu Hidamari Sketch.                                                 | [ 33 ]        |
| 2008 | ef: a tale of melodies.                                               | Šin Ónuma                                                                             | 7. října 2008      | 23. prosince 2008 | 12   | Pokračování anime seriálu ef: a tale of memories..                                         | [ 34 ]        |
| 2009 | Maria Holic                                                           | Akijuki Šinbó Jukihiro Mijamoto                                                       | 8. ledna 2009      | 26. března 2009   | 12   | Adaptace série mangy, jejímž mangakou je Minari Endó.                                      | [ 35 ]        |
| 2009 | Nacu no araši!                                                        | Akijuki Šinbó Šin Ónuma                                                               | 6. dubna 2009      | 29. června 2009   | 13   | Adaptace série mangy, jejímž mangakou je Džin Kobajaši.                                    | [ 36 ]        |
| 2009 | Bakemonogatari                                                        | Akijuki Šinbó Tacuja Oiši                                                             | 3. července 2009   | 25. června 2010   | 15   | Adaptace série light novel, jejímž autorem je Nisio Isin.                                  | [ 37 ]        |
| 2009 | Zan sajonara zecubó sensei                                            | Akijuki Šinbó Jukihiro Mijamoto (šéf)                                                 | 5. července 2009   | 27. září 2009     | 13   | Pokračování anime seriálu Zoku sajonara zecubó sensei.                                     | [ 41 ]        |
| 2009 | Nacu no araši! Akinai čú                                              | Akijuki Šinbó Ken'iči Išikura                                                         | 5. října 2009      | 28. prosince 2009 | 13   | Pokračování anime seriálu Nacu no araši.                                                   | [ 42 ]        |
| 2010 | Dance in the Vampire Bund                                             | Akijuki Šinbó Masahiro Sonoda                                                         | 7. ledna 2010      | 1. dubna 2010     | 12   | Adaptace série mangy, jejímž mangakou je Nozomu Tamaki.                                    | [ 43 ]        |
| 2010 | Hidamari Sketch × Hošimiccu                                           | Akijuki Šinbó Ken'iči Išikura                                                         | 8. ledna 2010      | 25. března 2010   | 12   | Pokračování anime seriálu Hidamari Sketch × 365.                                           | [ 45 ]        |
| 2010 | Arakawa Under the Bridge                                              | Akijuki Šinbó Jukihiro Mijamoto                                                       | 5. dubna 2010      | 28. června 2010   | 13   | Adaptace série mangy, jejímž mangakou je Hikaru Nakamura.                                  | [ 46 ]        |
| 2010 | Arakawa Under the Bridge × Bridge                                     | Akijuki Šinbó Jukihiro Mijamoto                                                       | 4. října 2010      | 27. prosince 2010 | 13   | Pokračování anime seriálu Arakawa Under the Bridge.                                        | [ 47 ]        |
| 2010 | Soredemo mači wa mawatteiru                                           | Akijuki Šinbó (šéf)                                                                   | 8. října 2010      | 24. prosince 2010 | 12   | Adaptace série mangy, jejímž mangakou je Masakazu Išiguro.                                 | [ 48 ]        |
| 2011 | Mahó šódžo Madoka Magika                                              | Akijuki Šinbó Jukihiro Mijamoto                                                       | 7. ledna 2011      | 22. dubna 2011    | 12   | Původní dílo, jehož tvůrcem je Magica Quartet.                                             | [ 49 ]        |
| 2011 | Maria Holic: Alive                                                    | Akijuki Šinbó (šéf) Tomokazu Tokoro                                                   | 8. dubna 2011      | 24. června 2011   | 12   | Pokračování anime seriálu Maria Holic.                                                     | [ 50 ]        |
| 2011 | Denpa onna to seišun otoko                                            | Akijuki Šinbó (šéf) Jukihiro Mijamoto                                                 | 15. dubna 2011     | 1. července 2011  | 12   | Adaptace série light novel, jejímž autorem je Hitoma Iruma.                                | [ 51 ]        |
| 2011 | Hidamari Sketch × SP                                                  | Akijuki Šinbó                                                                         | 30. října 2011     | 6. listopadu 2011 | 2    | Speciální díly anime seriálu Hidamari Sketch × Hošimiccu.                                  | [ 52 ]        |
| 2012 | Nisemonogatari                                                        | Akijuki Šinbó Tomojuki Itamura                                                        | 8. ledna 2012      | 18. března 2012   | 11   | Pokračování anime seriálu Monogatari.                                                      | [ 53 ]        |
| 2012 | Hidamari Sketch × Honeycomb                                           | Akijuki Šinbó Júki Jase                                                               | 5. října 2012      | 21. prosince 2012 | 12   | Pokračování anime seriálu Hidamari Sketch × Hošimiccu.                                     | [ 54 ]        |
| 2012 | Nekomonogatari (Black)                                                | Akijuki Šinbó (šéf) Tomojuki Itamura                                                  | 31. prosince 2012  | 31. prosince 2012 | 4    | Pokračování anime seriálu Monogatari.                                                      | [ 55 ]        |
| 2013 | Sasami-san@Ganbaranai                                                 | Akijuki Šinbó                                                                         | 11. ledna 2013     | 29. března 2013   | 12   | Adaptace série light novel, jejímž autorem je Akira.                                       | [ 56 ]        |
| 2013 | Monogatari Series: Second Season                                      | Akijuki Šinbó (šéf) Tomojuki Itamura Naojuki Tacuwa (díly 6–9) Júki Jase (díly 14–23) | 7. července 2013   | 29. prosince 2013 | 23   | Pokračování seriálu Monogatari.                                                            | [ 57 ]        |
| 2014 | Nisekoi                                                               | Akijuki Šinbó (šéf) Naojuki Tacuwa                                                    | 12. ledna 2014     | 25. května 2014   | 20   | Adaptace série mangy, jejímž mangakou je Naoši Komi.                                       | [ 58 ] [ 59 ] |
| 2014 | Mekakucity Actors                                                     | Akijuki Šinbó (šéf) Júki Jase                                                         | 13. dubna 2014     | 29. června 2014   | 12   | Založeno na mediálním projektu, jehož autorem je Džin.                                     | [ 60 ] [ 61 ] |
| 2014 | Hanamonogatari                                                        | Akijuki Šinbó (šéf) Tomojuki Itamura                                                  | 16. srpna 2014     | 16. srpna 2014    | 5    | Pokračování Monogatari.                                                                    | [ 62 ]        |
| 2014 | Cukimonogatari                                                        | Akijuki Šinbó (šéf) Tomojuki Itamura                                                  | 31. prosince 2014  | 31. prosince 2014 | 4    | Pokračování anime seriálu Monogatari.                                                      | [ 63 ]        |
| 2015 | Kófuku Graffiti                                                       | Akijuki Šinbó (šéf) Naojuki Tacuwa                                                    | 9. ledna 2015      | 27. března 2015   | 12   | Adaptace série mangy, jejímž mangakou je Makoto Kawai.                                     | [ 64 ]        |
| 2015 | Nisekoi: 2                                                            | Akijuki Šinbó (šéf) Jukihiro Mijamoto                                                 | 15. dubna 2015     | 1. července 2015  | 12   | Druhá řada anime seriálu Nisekoi.                                                          | [ 65 ]        |
| 2015 | Owarimonogatari I                                                     | Akijuki Šinbó (šéf) Tomojuki Itamura                                                  | 4. října 2015      | 20. prosince 2015 | 13   | Pokračování anime seriálu Monogatari.                                                      | [ 66 ]        |
| 2016 | Sangacu no Lion                                                       | Akijuki Šinbó Kendžiró Okada                                                          | 8. října 2016      | 18. března 2017   | 22   | Adaptace série mangy, jejímž mangakou je Čica Umino.                                       | [ 67 ]        |
| 2017 | Owarimonogatari II                                                    | Akijuki Šinbó (šéf) Tomojuki Itamura                                                  | 12. srpna 2017     | 19. srpna 2017    | 7    | Pokračování anime seriálu Monogatari.                                                      | [ 68 ]        |
| 2017 | Sangacu no Lion 2                                                     | Akijuki Šinbó Kendžiró Okada                                                          | 14. října 2017     | 31. března 2018   | 22   | Pokračování první řady anime seriálu Sangacu no Lion.                                      | [ 69 ]        |
| 2018 | Fate/Extra Last Encore                                                | Akijuki Šinbó (šéf) Jukihiro Mijamoto                                                 | 28. ledna 2018     | 29. července 2018 | 13   | Založeno na PSP hře od Type-Moonu.                                                         | [ 70 ]        |
| 2019 | Zoku Owarimonogatari                                                  | Akijuki Šinbó                                                                         | 19. května 2019    | 23. června 2019   | 6    | Pokračování anime seriálu Monogatari.                                                      | [ 72 ]        |
| 2020 | Magia Record: Mahó šódžo Madoka Magika gaiden                         | Doroinu (šéf)                                                                         | 5. ledna 2020      | 29. března 2020   | 13   | Založeno na mobilní hře od studia f4samurai.                                               | [ 73 ]        |
| 2020 | Assault Lily Bouquet                                                  | Šódži Saeki Hadžime Ótani (šéf)                                                       | 2. října 2020      | 25. prosince 2020 | 12   | Založeno na mediální franšíze od společnosti Azone International.                          | [ 74 ]        |
| 2021 | Bišónen tanteidan                                                     | Akijuki Šinbó (šéf) Hadžime Ótani                                                     | 11. dubna 2021     | 27. června 2021   | 12   | Adaptace série mangy, jejímž autorem je Nisio Isin.                                        | [ 75 ]        |
| 2021 | Magia Record: Mahó šódžo Madoka Magika gaiden – Kakusei zen’ja        | Doroinu (šéf) Jukihiro Mijamoto                                                       | 1. srpna 2021      | 26. září 2021     | 8    | Pokračování anime seriálu Magia Record: Mahó šódžo Madoka Magika gaiden.                   | [ 76 ]        |
| 2022 | Magia Record: Mahó šódžo Madoka Magika gaiden – Asaki jume no akacuki | Doroinu (šéf) Jukihiro Mijamoto                                                       | 3. dubna 2022      | 3. dubna 2022     | 4    | Pokračování anime seriálu Magia Record: Mahó šódžo Madoka Magika gaiden – Kakusei zen’ja.  | [ 77 ]        |
| 2022 | RWBY: Hjósecu teikoku                                                 | Tošimasa Suzuki Kendžiró Okada (šéf)                                                  | 2. července 2022   | 18. září 2022     | 12   | Spin-off anime seriálu RWBY.                                                               | [ 78 ]        |
| 2022 | Renmei kúgun kókú mahó ongakutai: Luminous witches                    | Šódži Saeki                                                                           | 3. července 2022   | 25. září 2022     | 12   | Spin-off anime seriálu Strike Witches.                                                     | [ 80 ]        |
| 2023 | Gotóbun no hanajome∽                                                  | Jukihiro Mijamoto                                                                     | 2. září 2023       | 9. září 2023      | 2    | Speciální, dodatečná adaptace manga série, jejímž mangakou je Negi Haruba.                 | [ 81 ]        |

### Filmy
| Rok  | Název                                                         | Režie                                 | Premiéra       | Poznámky                                                                                         | Zdroje        |
| ---- | ------------------------------------------------------------- | ------------------------------------- | -------------- | ------------------------------------------------------------------------------------------------ | ------------- |
| 2007 | Kino no tabi: Bjóki no kuni -For You-                         | Rjútaró Nakamura                      | 21. dubna 2007 | Adaptace série light novel, jejímž autorem je Keiiči Sigsawa.                                    | [ 82 ]        |
| 2011 | Gekidžóban Mahó sensei Negima! Anime Final                    | Akijuki Šinbó                         | 27. srpna 2011 | Pokračování OVA epizod Mahó sensei Negima! Mó hitocu no sekai. V koprodukci se studiem Pastoral. | [ 83 ]        |
| 2012 | Gekidžóban Mahó šódžo Madoka Magika: Hadžimari no monogatari  | Akijuki Šinbó (šéf) Jukihiro Mijamoto | 6. října 2012  | Rekapitulační filmy anime seriálu Mahó šódžo Madoka Magika.                                      | [ 84 ]        |
| 2012 | Gekidžóban Mahó šódžo Madoka Magika: Eien no monogatari       | Akijuki Šinbó (šéf) Jukihiro Mijamoto | 13. října 2012 | Rekapitulační filmy anime seriálu Mahó šódžo Madoka Magika.                                      | [ 85 ]        |
| 2013 | Gekidžóban Mahó šódžo Madoka Magika: Hangjaku no monogatari   | Akijuki Šinbó (šéf) Jukihiro Mijamoto | 26. října 2013 | Pokračování anime seriálu Mahó šódžo Madoka Magika.                                              | [ 86 ]        |
| 2016 | Kizumonogatari I: Tekkecu-hen                                 | Akijuki Šinbó (šéf) Tacuja Oiši       | 8. ledna 2016  | Pokračování anime seriálu Monogatari.                                                            | [ 87 ]        |
| 2016 | Kizumonogatari II: Nekkecu-hen                                | Akijuki Šinbó (šéf) Tacuja Oiši       | 19. srpna 2016 | Pokračování anime seriálu Monogatari.                                                            | [ 88 ]        |
| 2017 | Kizumonogatari III: Raikecu-hen                               | Akijuki Šinbó (šéf) Tacuja Oiši       | 6. ledna 2017  | Pokračování anime seriálu Monogatari.                                                            | [ 89 ] [ 90 ] |
| 2017 | Učiage hanabi, šita kara miru ka? Joko kara miru ka?          | Akijuki Šinbó (šéf) Nobujuki Takeuči  | 18. srpna 2017 | Adaptace stejnojmenného hraného filmu, jehož režisérem je Šundži Iwai.                           | [ 91 ]        |
| tba  | Gekidžóban Mahó šódžo Madoka Magika: Walpurgisnacht no kaiten | Akijuki Šinbó (šéf)                   | bude oznámeno  | Pokračování anime filmu Mahó šódžo Madoka Magika: Hangjaku no monogatari.                        | [ 92 ]        |

### OVA
| Rok  | Název                                          | Režie                                                                                            | Od                 | Do                 | Díly | Poznámky                                                                                             | Zdroje  |
| ---- | ---------------------------------------------- | ------------------------------------------------------------------------------------------------ | ------------------ | ------------------ | ---- | --- | ------- |
| 1987 | Jume kara, samenai                             | Osamu Inoue                                                                                      | 26. února 1987     | 26. února 1987     | 1    | Založeno na manze, jejímž mangakou je Jumi Širakura.                                                 | [ 8 ]   |
| 1987 | Taiman Blues: Šimizu Naoto-hen                 | Takao Jocudži                                                                                    | 5. dubna 1987      | 5. dubna 1987      | 1    | Založeno na manze, jejímž mangakou je Jú Furusawa.                                                   | [ 9 ]   |
| 1997 | Sakura cúšin                                   | Kunitoši Okadžima                                                                                | 21. března 1997    | 22. října 1997     | 12   | Adaptace série mangy, jejímž mangakou je Júdžin.                                                     | [ 93 ]  |
| 2002 | Arcade Gamer Fubuki                            | Júdži Mutó                                                                                       | 25. února 2002     | 25. ledna 2002     | 4    | Adaptace série mangy, jejímž mangakou je Mine Jošizaki.                                              | [ 94 ]  |
| 2006 | Mahó sensei Negima! Haru                       | Akijuki Šinbó (šéf) Šin Ónuma                                                                    | 25. října 2006     | 25. října 2006     | 1    | Pokračování anime seriálu Mahó sensei Negima! od studia Xebec.                                       | [ 95 ]  |
| 2006 | Mahó sensei Negima! Nacu                       | Akijuki Šinbó (šéf) Šin Ónuma                                                                    | 22. listopadu 2006 | 22. listopadu 2006 | 1    | Pokračování OVA epizod Mahó sensei Negima! Haru.                                                     | [ 95 ]  |
| 2008 | Mahó sensei Negima! Široki cubasa Ala Alba     | Akijuki Šinbó (šéf) Hiroaki Tomita (1. díl) Jukihiro Mijamoto (2. díl) Tomohuki Itamura (3. díl) | 12. srpna 2008     | 17. února 2009     | 3    | Pokračování OVA epizod Mahó sensei Negima! Nacu. V koprodukci se Studiem Pastoral.                   | [ 96 ]  |
| 2008 | Goku sajonara zecubó sensei                    | Akijuki Šinbó Jukihiro Mijamoto (šéf)                                                            | 17. října 2008     | 17. února 2009     | 3    | Pokračování anime seriálu Zoku sajonara zecubó sensei.                                               | [ 97 ]  |
| 2009 | Mahó sensei Negima! Mó hitocu no sekai         | Akijuki Šinbó (šéf) Kóbun Šizuno (díly 1–2) Tomokazu Tokoro (díly 3–4) Tacufumi Itó (5. díl)     | 17. září 2009      | 17. listopadu 2010 | 5    | Pokračování OVA epizod Mahó sensei Negima! Široki cubasa Ala Alba. V koprodukci se Studiem Pastoral. | [ 98 ]  |
| 2009 | Zan sajonara zecubó sensei: Bangaiči           | Akijuki Šinbó Jukihiro Mijamoto (šéf)                                                            | 17. listopadu 2009 | 17. února 2010     | 2    | Pokračování OVA epizod Goku sajonara zecubó sensei.                                                  | [ 99 ]  |
| 2011 | Katte ni Kaizó                                 | Akijuki Šinbó (šéf) Naojuki Tacuwa                                                               | 25. května 2011    | 26. října 2011     | 6    | Adaptace série mangy, jejímž mangakou je Kódži Kumeta.                                               | [ 100 ] |
| 2013 | Hidamari Sketch: Sae Hiro socugjó-hen          | Akijuki Šinbó (šéf) Júki Jase                                                                    | 27. listopadu 2013 | 27. listopadu 2013 | 2    | Pokračování anime seriálu Hidamari Sketch × Honeycomb.                                               | [ 101 ] |
| 2014 | Nisekoi                                        | Akijuki Šinbó (šéf) Naojuki Tacuwa                                                               | 3. října 2014      | 3. dubna 2015      | 3    | Dodatečné OVA epizody, které byly vydány společně s mangou Nisekoi.                                  | [ 102 ] |
| 2015 | Magical Suite Prism Nana                       | Jukihiro Mijamoto (1. díl) Seija Numata (2. díl) Hadžime Ótani (3. díl)                          | 29. listopadu 2015 | —                  | 7    | Původní dílo, jehož tvůrcem je Prismnana.                                                            | [ 103 ] |
| 2016 | Šinkon / Madžikarupatišie Kosaki-čan!          | Akijuki Šinbó (šéf) Jukihiro Mijamoto                                                            | 4. ledna 2016      | 4. ledna 2016      | 1    | Adaptace spin-offové mangy Nisekoi.                                                                  | [ 104 ] |
| 2016 | Kubikiri Cycle: Aoiro Savant to zaregoto cukai | Akijuki Šinbó (šéf) Júki Jase                                                                    | 26. října 2016     | 27. září 2017      | 8    | Adaptace série light novel, jejímž autorem je Nišio Išin.                                            | [ 105 ] |

### ONA
| Rok  | Název               | Režie                                | Od                | Do              | Díly | Poznámky                                     | Zdroje          |
| ---- | ------------------- | ------------------------------------ | ----------------- | --------------- | ---- | -------------------------------------------- | --------------- |
| 2016 | Kojomimonogatari    | Akijuki Šinbó (šéf) Tomojuki Itamura | 10. ledna 2016    | 27. března 2016 | 12   | Pokračování anime seriálu Monogatari.        | [ 106 ] [ 107 ] |
| 2021 | Assault Lily Fruits | Šódži Saeki                          | 20. července 2021 | 4. ledna 2022   | 13   | Spin-off anime seriálu Assault Lily Bouquet. | [ 108 ]         |

### Poznámkay
1. ↑  Ačkoli je studio Shaft pověřeno „produkční asistencí“, samotné Zuijó (v roce 1984) nemělo vlastní animační oddělení, takže Shaftu byly zadány hlavní animační práce.[7]
2. ↑  Dodatečná speciální epizoda byla odvysílána 15. prosince 2001.[17]
3. ↑  Dodatečná OVA epizoda byla vydána 28. března 2003.[18]
4. ↑  Dodatečná OVA epizoda byla vydána 30. června 2006.[26]
5. ↑  Dvě dodatečné speciální epizody byly odvysílány 19. října 2007.[28]
6. ↑  Dvě dodatečné speciální epizody byly odvysílány 18. a 25. října 2009.[32]
7. ↑  Televize: 3. července 2009 – 25. září 2009 (12 dílů).[37] ONA: 3. listopadu 2009 – 25. června 2010 (3 díly).[38][39][40]
8. ↑  Dvě dodatečné speciální epizody byly odvysílány 24. října 31. října 2010.[44]
9. ↑  Nekomonogatari (White): 7. července 2013 – 4. srpna 2013 (5 dílů). Kabukimonogatari: 18. srpna 2013 – 8. září 2013 (4 díly). Otorimonogatari: 22. září 2013 – 13. října 2013 (4 díly). Onimonogatari: 27. října 2013 – 17. listopadu 2013 (4 díly). Koimonogatari: 24. listopadu 2013 – 29. prosince 2013 (6 dílů).
10. ↑  Druhou řadu tvoří příběhové oblouky light novel Neko (White), Kabuki, Otori, Oni a Koi. Příběhový oblouk Hana se odehrává mezi Kabuki a Otori a Shaft jej zadaptoval v roce 2014, jako poslední část druhé řady.
11. ↑  Příběhový oblouk light novel Hana se odehrává mezi příběhovými oblouky Kabuki a Otori, které Shaft v roce 2013 zadaptoval jako součást Monogatari Series: Second Season.
12. ↑  Zoku Owarimonogatari bylo původně vydáno jako film, a to v Japonsku dne 10. listopadu 2018.[71]
13. ↑  První 3 epizody byly vydány dříve, 24. června 2022, na streamovací službě Crunchyroll.
14. ↑  Speciální epizoda seriálu Luminous Witches byla odvysílána 23. prosince 2020.[79]
15. ↑  Série měla speciální premiéru v kině po dobu tří týdnů, od 14. července 2023.